# Beazley Group
Beazley PLC è una società di servizi finanziari inglese specializzata nell'assicurazione del business. Per conto dei Lloyd's, gestisce sei marchi aventi attività operative in Europa, Stati Uniti, Asia e Medio Oriente. Il rating di A.M. Best è di tipo A e le compagnie beneficiano della policy di protezione interna chiamata Lloyd's chain of security.
Il titolo è quotato al London Stock Exchange ed è parte dell'Indice FTSE 250. La sede amministrativa è nel Baliato di Jersey, mentre quella fiscale è in Irlanda.

## Storia
Beazley Group nasce nel 1986 come Beazley, Furlonge & Hiscox. Ceduta nel 1992 la ditta Hiscox, nel 2001 fu completata l'operazione di management buyout, che ha portato le azioni della scoeità nel portafoglio di investimenti dei manager.
Andrew Beazley è stato l'amministratore delegato fino al settembre 2008, quando gli succedette Andrew Horton.
Al 2019, aveva registrato un giro d'affari pari a 2,63 miliardi di dollari. e un utile operativo per 295,4.

## Attività
Beazley opera sia nel settore assicurativo che in quello delle riassicurazioni. È strutturata in sei divisioni operative: Cyber & Executive Risk, Marine & Aviation, Political, Accident & Contingency (PAC), Property, Reinsurance e Specialty Lines. Le aree di richio coperte includono: responsabilità professionale, direttori e funzionari, criminalità, assistenza sanitaria, proprietà, responsabilità ambientale, responsabilità informatica, marina, riassicurazione, incidenti e vita, rischi politici e affari di emergenza.